# Aisne (Mayenne)
De Aisne is een rivier in het Franse departement Mayenne regio Pays de la Loire. Zij is een linkse zijrivier van de Mayenne en behoort bijgevolg tot het bekken van de Loire.

## Loop
De Aisne is 27 km lang. Zij ontspringt op 273 m hoogte in de gemeente Champéon. Zij stroomt vervolgens door Le Horps, Le Ribay, Le Ham, Javron-les-Chapelles, Saint-Aignan-de-Couptrain, Neuilly-le-Vendin. In Madré mondt zij op 134 m hoogte in de Mayenne.